# Leandro Love
Leandro Love (født 3. december 1985) er en tidligere brasiliansk fodboldspiller.